# Ip Chun
Yip Chun (chinês tradicional: 葉準, chinês simplificado: 叶准, pinyin: Yè Zhǔn)[a] é um mestre chinês de Wushu, do estilo Wing Chun que herdou de seu pai o famoso mestre Yip Man, de Foshan. É o filho mais velho, nascido em julho de 1924.

## Biografia
O jovem Yip Chun nasceu em julho de 1924, sendo o filho mais velho num total de dois. Começou a praticar o estilo Wing Chun por volta de 1931, quando contava sete anos de idade.
Yip foi consultor do filme O Grande Mestre (2008), de 2008, e também atuou em participação especial caracterizando o personagem do mestre Leung Bik no filme Ip Man: Nasce Uma Lenda, de 2010.